# Veretillidae
Vérétilles
Famille
Les vérétilles (ou Veretillidae) forment une famille de cnidaires marin fixés sur le substrat, de l'ordre des Pennatulacea.

## Liste des genres et espèces
Selon World Register of Marine Species (3 avril 2015) :
- genre Amphibelemnon

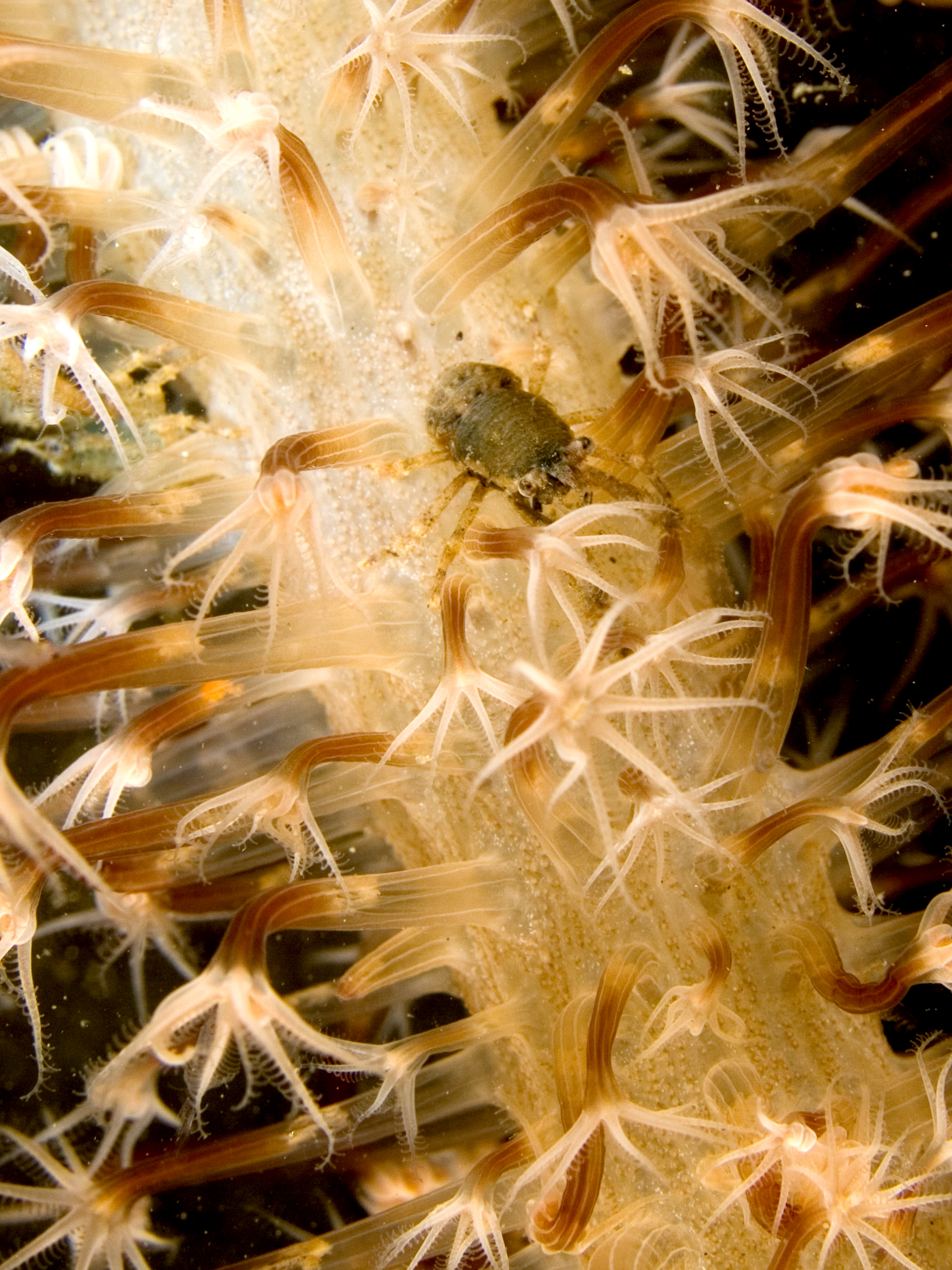
Gros plan sur une vérétille, avec une galathée symbiotique.

  - Amphibelemnon namibiensis Lopez Gonzalez, Gili & Williams, 2000
- genre Cavernularia Valenciennes in Milne-Edwards & Haime, 1850
  - Cavernularia capitata Williams, 1989
  - Cavernularia chuni Kükenthal & Broch, 1911
  - Cavernularia clavata Kükenthal & Broch, 1911
  - Cavernularia dayi Tixier-Durivault, 1954
  - Cavernularia dedeckeri Williams, 1989
  - Cavernularia elegans (Herklots, 1858)
  - Cavernularia glans Kölliker, 1872
  - Cavernularia habereri Moroff, 1902
  - Cavernularia kuekenthali Lopez Gonzalez, Gili & Williams, 2000
  - Cavernularia lutkenii Kölliker, 1872
  - Cavernularia malabarica Fowler, 1894
  - Cavernularia mirifica Tixier-Durivault, 1963
  - Cavernularia obesa Valenciennes in Milne Edwards & Haime, 1850
  - Cavernularia pusilla (Philippi, 1835)
  - Cavernularia vansyoci Williams, 2005
- genre Cavernulina Kükenthal & Broch, 1911
  - Cavernulina cylindrica Kükenthal & Broch, 1911
  - Cavernulina darwini (Hickson, 1921)
  - Cavernulina grandiflora d'Hondt, 1984
  - Cavernulina orientalis Thomson & Simpson, 1909
- genre Lituaria Valenciennes, 1850
  - Lituaria amoyensis Koo, 1935
  - Lituaria australasiae (Gray, 1860)
  - Lituaria breve Light, 1921
  - Lituaria habereri Balss, 1910
  - Lituaria hicksoni Thomson & Simpson, 1909
  - Lituaria kuekenthali Light, 1921
  - Lituaria molle Light, 1921
  - Lituaria phalloides (Pallas, 1766)
  - Lituaria philippinensis Light, 1921
  - Lituaria valenciennes D'Hondt, 1984
  - Lituaria valenciennesi d'Hondt, 1984
- genre Veretillum Cuvier, 1798
  - Veretillum australis (Gray, 1870)
  - Veretillum cynomorium (Pallas, 1766)
  - Veretillum cynomorum (Pallas, 1766)
  - Veretillum leloupi Tixier-Durivault, 1960
  - Veretillum malayense Hickson, 1916
  - Veretillum manillensis (Kölliker, 1872)
  - Veretillum tenuis (Marshall & Fowler, 1889)
  - Veretillum vanderbilti Boone, 1938

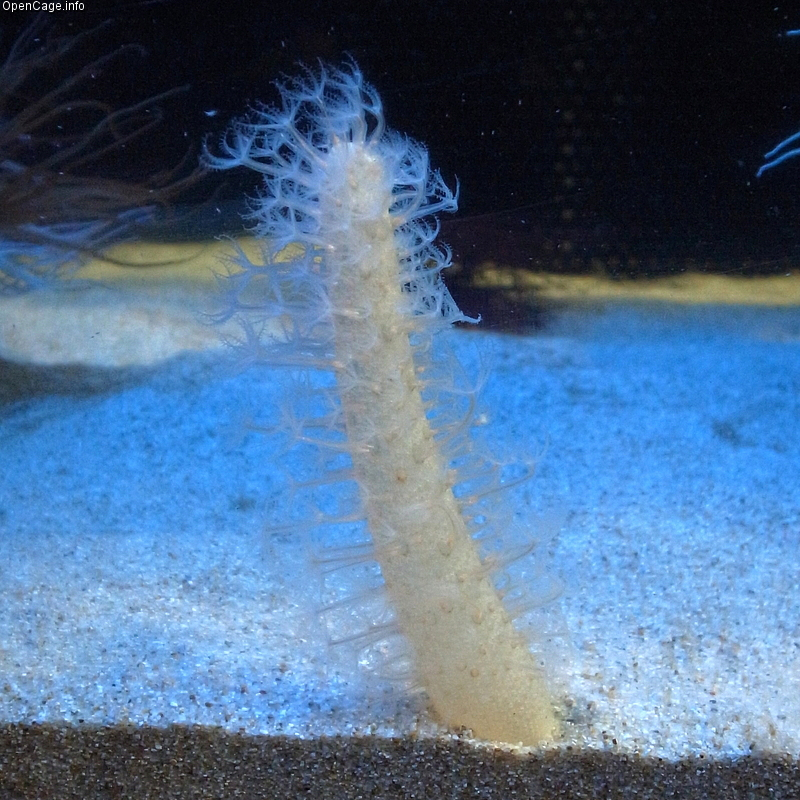
Cavernularia obesa
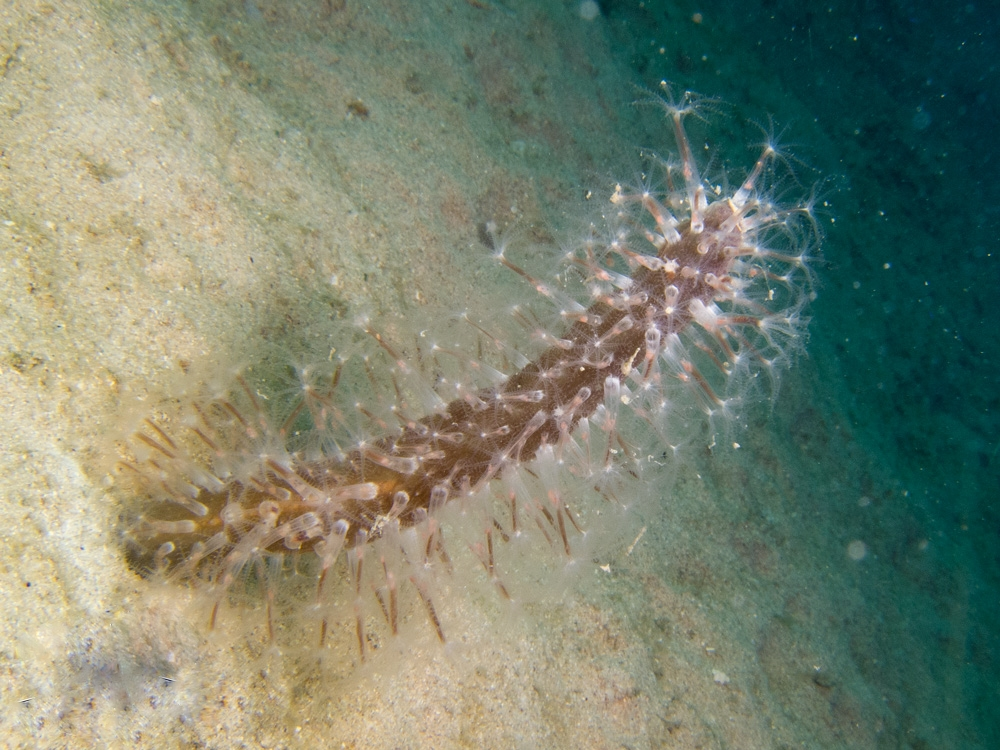
Cavernularia sp.
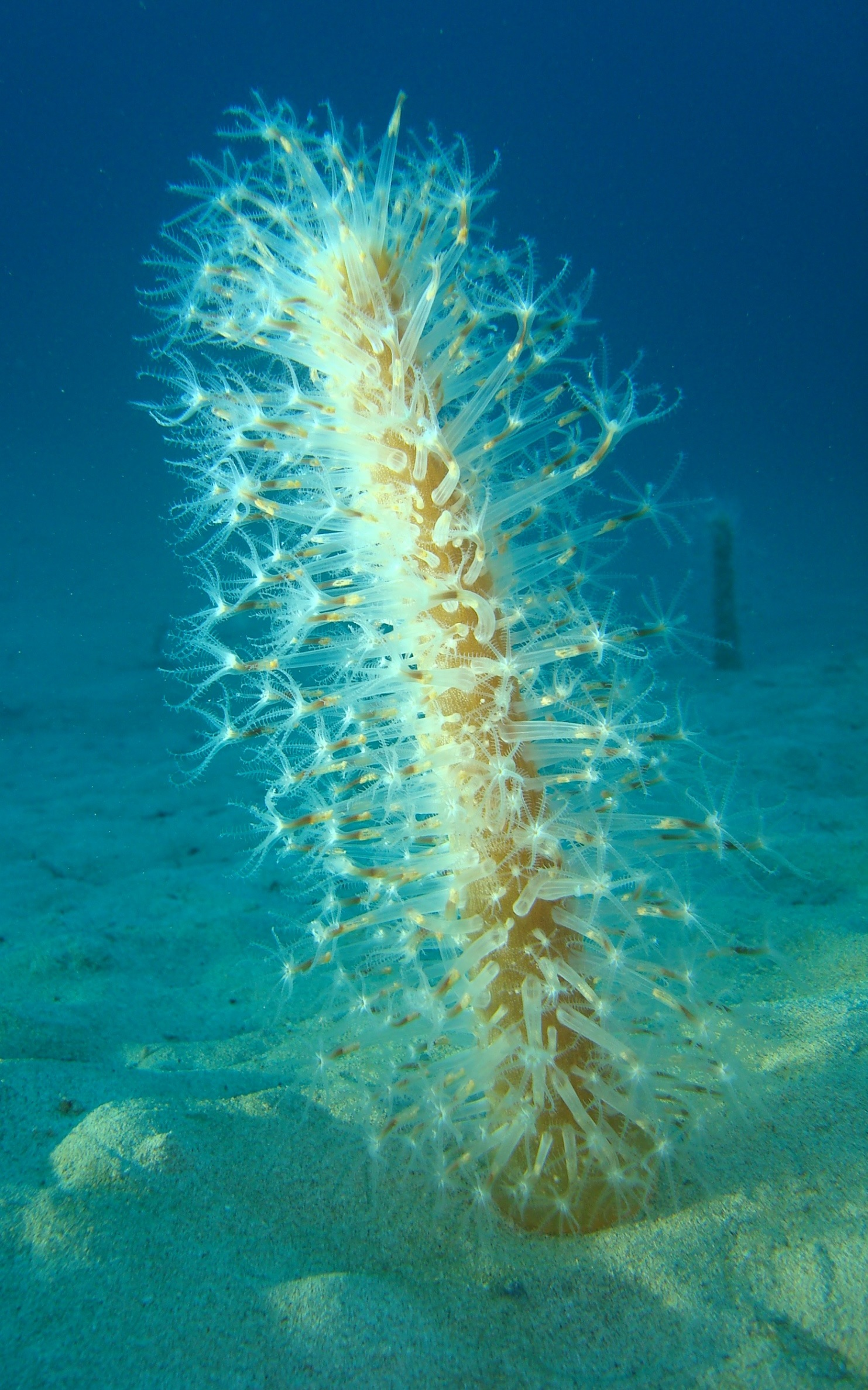
Veretillum cynomorium